# Anomala kansana
Anomala kansana är en skalbaggsart som beskrevs av Hayes och Mc.Colloch 1924. Anomala kansana ingår i släktet Anomala och familjen Rutelidae. Inga underarter finns listade i Catalogue of Life.